# Forest Hills Gardens (Queens)

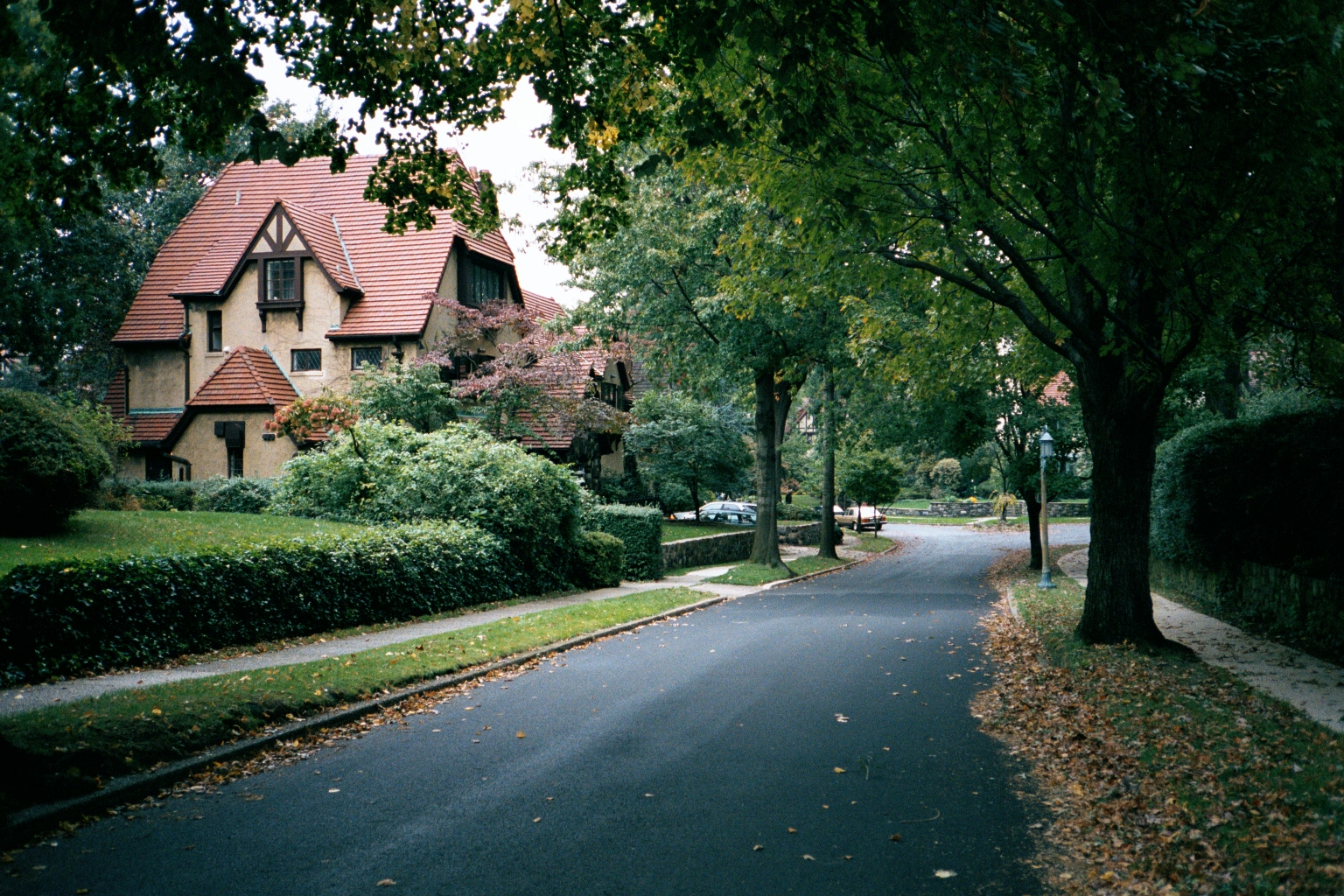
Forest Hills Gardens.

Forest Hills Gardens es una comunidad situada en Forest Hills, en el borough neoyorquino de Queens. La urbanización consta de 57 hectáreas, y fue  diseñada al estilo de una aldea inglesa tradicional. Es un ejemplo estadounidense del movimiento ciudad jardín de Ebenezer Howard.

## Planificación
La comunidad, fundada en 1908, consiste de alrededor de 800 casas y apartamentos, la mayoría de estilo Tudor, Tudor de Ladrillos, o georgiano, en un ambiente parecido a un parque diseñado por Frederick Law Olmsted, Jr., hijo del famoso arquitecto de paisajes Frederick Law Olmsted y socio de la firma Olmsted Brothers. El arquitecto Grosvenor Atterbury propuso un método de construcción innovador: cada casa fue construida de aproximadamente 170 paneles de concreto prefabricados estándar, fabricadas fuera de temporada, y posicionadas con grúas. El sistema era sofisticado incluso para los estándares modernos: por ejemplo, los paneles eran moldeados con cámaras aislantes de huecos completos.
Las calles fueron completadas en 1910, muchas de ellas curvadas específicamente para desalentar el tránsito. Aunque Forest Hills Gardens es una propiedad privada, no es una comunidad cerrada, por lo que el tránsito, tanto automotriz como de peatones, está permitido. El estacionamiento en las calles, sin embargo, está restringido a los residentes de la comunidad.
El proyecto no fue finalizado, sin embargo, hasta mediados de los años 1960 cuando los últimos lotes restantes fueron construidos. Aunque la mayoría de los edificios consisten en casas de familia, el lugar también incluye apartamentos y espacios en venta. Hoy en día, el área consiste en uno de los boroughs más caros en cuanto a vivienda en Queens.
En 1913, el West Side Tennis Club se mudó de Manhattan a Forest Hill Gardens. El Abierto de los Estados Unidos y sus campeonatos nacionales predecesores fueron albergados allí hasta 1978, convirtiendo al nombre "Forest Hills" en sinónimo de tenis por generaciones.
Las casas en Forest Hills Gardens fueron vendidas con convenios restrictivos, hasta mediados de los años 1970, los cuales prohibían la venta de casas a los judíos, los negros y la gente de clase trabajadora.